# Cantó d'Orgelet
El cantó d'Orgelet és un cantó francès del departament del Jura, situat al districte de Lons-le-Saunier. Té 23 municipis i el cap és Orgelet.

## Municipis
- Alièze
- Arthenas
- Beffia
- Chambéria
- Chavéria
- Cressia
- Dompierre-sur-Mont
- Écrille
- Essia
- Marnézia
- Mérona
- Moutonne
- Nancuise
- Onoz
- Orgelet
- Pimorin
- Plaisia
- Présilly
- Reithouse
- Rothonay
- Sarrogna
- La Tour-du-Meix
- Varessia

## Història
| Data d'elecció                           | Identitat      | Partit                               | Qualitat |
| ---------------------------------------- | -------------- | ------------------------------------ | -------- |
| 1945-1951                                | Luc Dotte      | PCF                                  |          |
| 1951-1976                                | Pierre Futin   | radical-RGR, després RI, després UDF |          |
| 1976-1982                                | J. Michel      | PS                                   |          |
| 1982-2008                                | Gérard Perrier | Divers droite                        |          |
| 2008-                                    | Michel Balland | PS                                   |          |
| les dades anteriors no són pas conegudes |                |                                      |          |
|                                          |                |                                      |          |